# Alcester (Dakota du Sud)
Pour l’article homonyme, voir Alcester.
Alcester est une ville américaine située dans le comté d'Union, dans l'État du Dakota du Sud.
Selon le recensement de 2010, Alcester compte 807 habitants. La municipalité s'étend sur 0,33 mille carré (0,85 km2).
La ville est fondée en 1879. D'abord appelée Linia puis Irene, elle est renommée Alcester en l'honneur d'un colonel de l'armée britannique.

## Démographie
| 1900 | 1910 | 1920 | 1930 | 1940 | 1950 |
| ---- | ---- | ---- | ---- | ---- | ---- |
| 381  | 409  | 492  | 460  | 581  | 585  |

| 1960 | 1970 | 1980 | 1990 | 2000 | 2010 |
| ---- | ---- | ---- | ---- | ---- | ---- |
| 479  | 627  | 885  | 843  | 880  | 807  |